# Macchi M.416
Il Macchi M.416 era un monomotore da addestramento biposto ad ala bassa prodotto dall'azienda italiana Aeronautica Macchi su licenza dell'olandese Fokker negli anni cinquanta.
Destinato alle scuole di volo militari dell'Aeronautica Militare venne successivamente impiegato nell'aviazione generale come addestratore negli aeroclub in territorio italiano.

## Storia del progetto
Riproduzione dell'antico modello olandese Fokker S-11, venne messo in produzione fra il 1951 e il 1958, e nel 1960 affidato ai vari aeroclub per istruzioni di volo.

## Tecnica
L'M.416 era un velivolo di impostazione classica realizzato in tecnica mista; monomotore monoplano ad ala bassa e carrello fisso.
La fusoliera era realizzata con struttura in tubi d'acciaio saldati, con correntini interposti sul profilo esterno della struttura, e rivestita in tela tranne nella sezione anteriore dove era posizionato il motore, racchiuso in un cofano. Sulla stessa era posto la cabina di pilotaggio a due posti affiancati, per l'allievo pilota ed il suo istruttore, completamente chiusa da un cupolino in perspex. Posteriormente terminava in un impennaggio tradizionale monoderiva e dai piani orizzontali a sbalzo.
L'ala, di costruzione interamente metallica, era realizzata in un unico pezzo, con struttura bilongherone, ed era posizionata bassa ed a sbalzo.
Il carrello d'atterraggio era biciclo fisso, con elementi anteriori ammortizzati, integrato posteriormente da un ruotino d'appoggio "direzionale".
La propulsione era affidata ad un Lycoming O-435, un motore a 6 cilindri contrapposti raffreddato ad aria in grado di erogare una potenza massima pari a 190 hp (142 kW) a 2 500 giri/min a cui era abbinata un'elica bipala lignea a passo fisso.

## Impiego operativo
Nell'immediato periodo che seguì la fine della seconda guerra mondiale l'M.416 andò a coprire l'esigenza di un nuovo aereo da addestramento per le scuole di volo di primo periodo dell'Aeronautica Militare. Le consegne ai reparti di Brindisi, Gioia del Colle, Alghero ed Elmas avvennero dal 1951 e proseguirono fino al 1958, anno in cui ne venne sospesa la produzione. In seguito, data la disponibilità di velivoli di progettazione più recente, venne impiegato nelle Squadriglie Collegamenti e ai Centri Addestramento al Volo (CAV) fino alla sua radiazione nel 1960. Gli esemplari ancora in condizioni di volo conclusero la loro carriera operativa ceduti dalla forza aerea italiana a vari aeroclub in territorio nazionale.

## Utilizzatori

### Militari
Italia
- Aeronautica Militare

## Curiosità
Il M.416 era simpaticamente soprannominato "Il Democristiano".